# Columbo/Episodenliste

Logo zur Serie

Diese Episodenliste enthält alle Episoden der US-amerikanischen Fernsehserie Columbo, sortiert nach der US-amerikanischen Erstausstrahlung. Sie umfasst einen Fernsehfilm, einen Pilotfilm und zehn Staffeln mit insgesamt 69 Episoden. In Staffeln wurde Columbo aber erst unterteilt, als die Filme auf DVD veröffentlicht wurden. Ab 1992 wurden weniger Filme produziert und in unregelmäßigen Abständen als „Specials“ ausgestrahlt. Dieser Umstand erklärt, weshalb die „Produktion“ der zehnten Staffel scheinbar zwölf Jahre dauerte. Abhängig vom Land der Veröffentlichung einer DVD-Edition kann sich die Aufteilung der Staffeln unterscheiden.

## Übersicht
| Staffel     | Episodenanzahl | Erstausstrahlung USA | Erstausstrahlung USA | Deutschsprachige Erstausstrahlung | Deutschsprachige Erstausstrahlung |
| Staffel     | Episodenanzahl | Staffelpremiere      | Staffelfinale        | Staffelpremiere                   | Staffelfinale                     |
| ----------- | -------------- | -------------------- | -------------------- | --------------------------------- | --------------------------------- |
| Fernsehfilm | 1              | 20. Februar 1968     | 20. Februar 1968     | 11. Oktober 1969                  | 11. Oktober 1969                  |
| Pilotfilm   | 1              | 1. März 1971         | 1. März 1971         | 17. Mai 1973                      | 17. Mai 1973                      |
| 1           | 7              | 15. September 1971   | 9. Februar 1972      | 10. April 1975                    | 4. September 1975                 |
| 2           | 8              | 17. September 1972   | 25. März 1973        | 27. Februar 1975                  | 7. Januar 1992                    |
| 3           | 8              | 23. September 1973   | 5. Mai 1974          | 19. April 1975                    | 17. März 1992                     |
| 4           | 6              | 15. September 1974   | 27. April 1975       | 18. September 1975                | 25. Februar 1992                  |
| 5           | 6              | 14. September 1975   | 2. März 1976         | 24. Mai 1980                      | 31. März 1992                     |
| 6           | 3              | 10. Oktober 1976     | 22. Mai 1977         | 7. April 1992                     | 21. April 1992                    |
| 7           | 5              | 21. November 1977    | 13. Mai 1978         | 27. Dezember 1980                 | 3. März 1992                      |
| 8           | 4              | 6. Februar 1989      | 1. Mai 1989          | 2. April 1991                     | 7. Mai 1991                       |
| 9           | 6              | 25. November 1989    | 14. Mai 1990         | 16. April 1991                    | 4. Juni 1991                      |
| 10          | 14             | 9. Dezember 1990     | 30. Januar 2003      | 28. April 1992                    | 7. September 2004                 |

## Fernsehfilm
| Nr. (ges.) | Nr. (St.) | Deutscher Titel  | Originaltitel        | Erstausstrahlung USA | Deutschsprachige Erstausstrahlung (D) | Regie          | Drehbuch                        | Mörder gespielt von |
| --- | --------- | ---------------- | -------------------- | -------------------- | ------------------------------------- | -------------- | ------------------------------- | ------------------- |
| 1 | –         | Mord nach Rezept | Prescription: Murder | 20. Feb. 1968        | 11. Okt. 1969                         | Richard Irving | Richard Levinson & William Link | Gene Barry          |
| Der Psychiater Dr. Ray Flemming erwürgt als Teil eines komplexen Mordplans seine vermögende Ehefrau Carol, die ihm zuvor mit Scheidung und Vernichtung seiner wirtschaftlichen Existenz drohte. Mit Hilfe seiner ihm hörigen Geliebten Joan Hudson führt Dr. Flemming zur Erlangung eines Alibis ein Schauspiel in der Öffentlichkeit auf. Der hier erstmals in seiner Paraderolle als ermittelnder Inspektor Columbo auftretende Peter Falk manifestiert bereits in diesem Fernsehfilm als Vorläufer der späteren TV-Serie, sämtliche Zutaten einer typischen Columbo-Episode. In den weiteren Rollen (neben Gene Barry als Dr. Ray Flemming): Katherine Justice als Joan Hudson; Nina Foch als Carol Flemming; William Windom als Burt Gordon; Andrea King als Cynthia Gordon; Virginia Gregg als Miss Petrie und Anthony James als Tommy |           |                  |                      |                      |                                       |                |                                 |                     |

## Pilotfilm
| Nr. (ges.) | Nr. (St.) | Deutscher Titel          | Originaltitel         | Erstausstrahlung USA | Deutschsprachige Erstausstrahlung (D) | Regie          | Drehbuch                                             | Mörder gespielt von |
| --- | --------- | ------------------------ | --------------------- | -------------------- | ------------------------------------- | -------------- | ---------------------------------------------------- | ------------------- |
| 2 | –         | Lösegeld für einen Toten | Ransom for a Dead Man | 1. März 1971         | 17. Mai 1973                          | Richard Irving | Dean Hargrove, Idee: Richard Levinson & William Link | Lee Grant           |
| Um an Geld zu kommen, täuscht die Anwältin Leslie Williams eine Erpressung vor. Sie bastelt einen Erpresserbrief mit aus einer Zeitung ausgeschnittenen Buchstaben und schneidet aus mehreren Tonbandaufnahmen des Anrufbeantworters ein neues Tonband mit einem Anruf ihres Mannes. Bei seiner abendlichen Heimkunft wird der Ehemann kaltblütig erschossen und die Leiche mit dem Auto weggebracht. Columbo übernimmt die Ermittlungen und wittert eine Verschwörung, der er auf den Grund gehen muss. In den weiteren Rollen (neben Lee Grant als Leslie Williams): John Fink als Michael Clark; Harold Gould als Agent Carlson, Patricia Mattick als Margaret Williams; Paul Carr als Hammond; Jed Allan als Phil; Jean Byron als Pat. |           |                          |                       |                      |                                       |                |                                                      |                     |

## Staffel 1
| Nr. (ges.) | Nr. (St.) | Deutscher Titel                                              | Originaltitel        | Erstausstrahlung USA | Deutschsprachige Erstausstrahlung (D) | Regie               | Drehbuch                                                   | Mörder gespielt von |
| --- | --------- | ------------------------------------------------------------ | -------------------- | -------------------- | ------------------------------------- | ------------------- | ---------------------------------------------------------- | ------------------- |
| 3 | 1         | Tödliche Trennung                                            | Murder by the Book   | 15. Sep. 1971        | 10. Apr. 1975                         | Steven Spielberg    | Steven Bochco                                              | Jack Cassidy        |
| Ken Franklin ist die eine Hälfte des Autorenteams Ferris/Franklin, das die populäre Krimi-Bestseller-Reihe Mrs. Melville erschaffen hat. James Ferris will seine Karriere jedoch als Solo-Schriftsteller fortsetzen und hat das Ende des ungleichen Duos beschlossen. Lebemann Ken Franklin sieht damit seine wirtschaftliche Existenz gefährdet und ermordet Ferris, um auch weiterhin von den vertraglich vereinbarten Tantiemen seinen opulenten Lebensstil fortführen zu können. Doch Franklins ausgeklügelter Mordplan wird von den Beobachtungen einer Zeugin durchkreuzt, die ihn daraufhin erpresst. Franklin ermordet daraufhin auch die Zeugin und versucht, es wie einen Unfall aussehen zu lassen. Der spätere Meisterregisseur Steven Spielberg, der oscar-prämierte Kameramann Russell Metty, sowie die beiden Hauptdarsteller zeigen in der eindrucksvollen Premierenepisode ihr ganzes Können und sorgten bereits mit dieser ersten Folge dafür, dass Columbo fortan ein überaus populäres TV-Phänomen wurde. In den weiteren Rollen (neben Jack Cassidy als Ken Franklin): Martin Milner als James Ferris; Rosemary Forsyth als Joanna Ferris und Barbara Colby als Lilly La Sanka |           |                                                              |                      |                      |                                       |                     |                                                            |                     |
| 4 | 2         | Mord mit der linken Hand                                     | Death Lends a Hand   | 6. Okt. 1971         | 4. Sep. 1975                          | Bernard L. Kowalski | Richard Levinson & William Link                            | Robert Culp         |
| Der ehemalige Polizeibeamte Carl Brimmer hat die hochmoderne Privatdetektei Brimmer Associates mit zahlreichen in seinen Diensten stehenden Privatermittlern aufgebaut. Im Zuge eines Erpressungsversuchs erschlägt Brimmer versehentlich die Ehefrau eines vermögenden und einflussreichen Kunden. Columbo kann bereits unmittelbar nach Beginn seiner Ermittlungen anhand eindeutiger Indizien Brimmer als Täter identifizieren. Doch um Brimmer auch gerichtsfest den Totschlag nachweisen zu können, wendet Columbo eine List an, mit der sich Brimmer schließlich selbst belastet. In den weiteren Rollen (neben Robert Culp als Carl Brimmer): Ray Milland als Arthur Kennicut und Pat Crowley als Lenore Kennicut |           |                                                              |                      |                      |                                       |                     |                                                            |                     |
| 5 | 3         | Mord unter sechs Augen (alternativ: Ein ehrenwerter General) | Dead Weight          | 27. Okt. 1971        | 12. Juni 1975                         | Jack Smight         | John T. Dugan                                              | Eddie Albert        |
| Bei einem Segeltörn glaubt die schüchterne Helen, einen Mord zu beobachten. Die Polizei glaubt ihr nicht, da am Ort des vermeintlichen Verbrechens ein hochdekorierter Marineoffizier lebt. Doch Inspektor Columbo lässt sich davon nicht beeindrucken. In den weiteren Rollen (neben Eddie Albert als Maj. Gen. Martin Hollister): Suzanne Pleshette als Helen Stewart; Kate Reid als Mrs. Walters; John Kerr als Colonel Roger Dutton; Val Avery als Harry Barnes; Timothy Carey als Bert; Ron Castro als Officer Sanchez. |           |                                                              |                      |                      |                                       |                     |                                                            |                     |
| 6 | 4         | Mord in Pastell                                              | Suitable for Framing | 17. Nov. 1971        | 24. Juli 1975                         | Hy Averback         | Jackson Gillis                                             | Ross Martin         |
| Als sich der bekannte Kunstsammler und Multimillionär Matthews entschließt, sein Testament zugunsten seiner Exfrau zu ändern, erschießt der zuvor als Haupterbe eingesetzte Neffe seinen Onkel und tarnt die Tat als Raubmord. In den weiteren Rollen (neben Ross Martin als Dale Kingston): Kim Hunter als Edna Matthews; Rosanna Huffman als Tracy O’Connor; Joan Shawlee als Mitilda; Barney Phillips als Captain Wyler; Mary Wickes als Tracys Vermieterin; Vic Tayback als Sam Franklin. |           |                                                              |                      |                      |                                       |                     |                                                            |                     |
| 7 | 5         | Schritte aus dem Schatten                                    | Lady in Waiting      | 15. Dez. 1971        | 21. Aug. 1975                         | Norman Lloyd        | Steven Bochco, Idee: Barney Slater & Ted Leighton          | Susan Clark         |
| Die psychisch labile Beth Chadwick beschließt ihren überprotektiven Bruder Bryce zu ermorden, da er ihren Plänen im Weg steht, ebenfalls eine gewichtige Rolle in der familieneigenen Werbeagentur einzunehmen. Zudem drohte Bryce dem Firmenanwalt und Freund von Beth mit dem Rausschmiss, falls er sich nicht von Beth trennen sollte. Beth plant ihren Bruder in der Familienvilla zu erschießen und alles nach einem Unfall in Folge einer Notwehrreaktion aussehen zu lassen. Der Plan misslingt zwar, doch Beth erschießt ihren Bruder trotzdem. Columbos Misstrauen gegenüber Beth erregen zahlreiche fragwürdige Aussagen, Indizien und insbesondere Beth plötzlicher Lebenswandel vom Mauerblümchen zu einer knallharten Geschäftsfrau. In den weiteren Rollen (neben Susan Clark als Beth Chadwick): Leslie Nielsen als Peter Hamilton; Richard Anderson als Bryce Chadwick und Jessie Royce Landis als Mrs. Chadwick |           |                                                              |                      |                      |                                       |                     |                                                            |                     |
| 8 | 6         | Zigarren für den Chef                                        | Short Fuse           | 19. Jan. 1972        | 7. Aug. 1975                          | Edward M. Abroms    | Jackson Gillis, Idee: Lester und Tina Pine, Jackson Gillis | Roddy McDowall      |
| Der junge Wissenschaftler Roger Stanford wird von seinem Onkel erpresst. Dieser will das Familienunternehmen verkaufen und braucht dafür die Stimme seines Neffen im Vorstand. Als das Auto des Erpressers explodiert, tritt Inspektor Columbo auf den Plan. In den weiteren Rollen (neben Roddy McDowall als Roger Stanford): Anne Francis als Valerie Bishop; James Gregory als David L. Buckner; Ida Lupino als Doris Buckner; William Windom als Everett Logan; Eddie Quillan als Ferguson. |           |                                                              |                      |                      |                                       |                     |                                                            |                     |
| 9 | 7         | Ein Denkmal für die Ewigkeit                                 | Blueprint for Murder | 9. Feb. 1972         | 10. Juli 1975                         | Peter Falk          | Steven Bochco, Idee: William Kelley                        | Patrick O’Neal      |
| Stararchitekt Elliot Markham hat große Pläne. Er will mit dem Geld des reichen Geschäftsmannes Williamson einen riesigen Bürokomplex bauen. Doch dieser hält nichts von der Idee. Nach einer heftigen Auseinandersetzung ist der Millionär verschwunden. Inspektor Columbo wird gerufen, um den Fall aufzuklären. In den weiteren Rollen (neben Patrick O’Neal als Elliot Markham): Janis Paige als Goldie Williamson; Pamela Austin als Jennifer Williamson; Forrest Tucker als Beau Williamson; John Fiedler als Dr. Moss; Bettye Ackerman als Miss Sherman; John Finnegan als Carl; Nick Dennis als Wachmann. |           |                                                              |                      |                      |                                       |                     |                                                            |                     |

## Staffel 2
| Nr. (ges.) | Nr. (St.) | Deutscher Titel                            | Originaltitel              | Erstausstrahlung USA | Deutschsprachige Erstausstrahlung (D) | Regie              | Drehbuch                                                                                  | Mörder gespielt von             |
| --- | --------- | ------------------------------------------ | -------------------------- | -------------------- | ------------------------------------- | ------------------ | ----------------------------------------------------------------------------------------- | ------------------------------- |
| 10 | 1         | Etüde in Schwarz                           | Étude in Black             | 17. Sep. 1972        | 4. Dez. 1975                          | Nicholas Colasanto | Steven Bochco, Idee: Richard Levinson & William Link                                      | John Cassavetes                 |
| Die Ehe von Dirigent Alex mit seiner wohlhabenden Frau gerät in Gefahr, als seine Geliebte plötzlich die Scheidung verlangt. Kurz darauf ist die Pianistin tot. Alles deutet zunächst auf Selbstmord hin. In den weiteren Rollen (neben John Cassavetes als Alex Benedict): James Olson als Paul Rifkin; Blythe Danner als Janice Benedict; Myrna Loy als Lizzy Fielding; Anjanette Comer als Jenifer Welles; James McEachin als Billy Jones; Don Knight als Mike Alexander; Pat Morita als Hausboy; Michael Fox als Dr. Benson; Dawn Frame als Audrey; George Gaynes als Everett. |           |                                            |                            |                      |                                       |                    |                                                                                           |                                 |
| 11 | 2         | Blumen des Bösen                           | The Greenhouse Jungle      | 15. Okt. 1972        | 27. März 1975                         | Boris Sagal        | Jonathan Latimer                                                                          | Ray Milland                     |
| Der Orchideenzüchter Jarvis hat eine Idee, um seinem Neffen aus seinen Nöten zu helfen: Tony soll sich selbst entführen. Das Täuschungsmanöver gelingt, doch Tony wird tot aufgefunden. In den weiteren Rollen (neben Ray Milland als Jarvis Goodland): Bob Dishy als Sergeant Frederic Wilson; Bradford Dillman als Tony Goodland; Sandra Smith als Cathy Goodland; William Smith als Ken Nicholas; Arlene Martel als Gloria West; Robert Karnes als Grover. |           |                                            |                            |                      |                                       |                    |                                                                                           |                                 |
| 12 | 3         | Wenn der Eismann kommt                     | The Most Crucial Game      | 5. Nov. 1972         | 13. März 1975                         | Jeremy Paul Kagan  | John T. Dugan                                                                             | Robert Culp                     |
| Der Manager eines Footballteams möchte sich aufgrund von Meinungsverschiedenheiten des jüngeren und vergnügungsorientierteren Besitzers dieses Teams entledigen. Dazu überredet er diesen dazu, nachmittags während eines Spiels noch ein paar Runden in seinem Pool zu schwimmen, um nach einem Gelage für eine bevorstehende Geschäftsreise fit zu sein, und erschlägt ihn dort. Columbo erweist sich in dieser Episode als großer Footballfan, Radios mit der Übertragung des Spiels ziehen ihn geradezu magnetisch an. In den weiteren Rollen (neben Robert Culp als Paul Hanlon): Dean Jagger als Walter Cunnell; James Gregory als Coach Rizzo; Valerie Harper als Eve Babcock; Dean Stockwell als Eric Wagner; Susan Howard als Shirley Wagner; Val Avery als Ralph Dobbs; Kathryn Kelly Wiget als Miss Johnson; Richard Stahl als Mr. Fremont. |           |                                            |                            |                      |                                       |                    |                                                                                           |                                 |
| 13 | 4         | Alter schützt vor Torheit nicht            | Dagger of the Mind         | 26. Nov. 1972        | 7. Jan. 1992                          | Richard Quine      | Jackson Gillis, Idee: Richard Levinson & William Link                                     | Richard Basehart Honor Blackman |
| Columbo ist zur Fortbildung in London. Als Theaterleiter Haversham unter mysteriösen Umständen zu Tode kommt, leitet Columbo schon bald die Ermittlungen. In den weiteren Rollen (neben Richard Basehart als Nicholas Frame und Honor Blackman als Lillian Stanhope): Wilfrid Hyde-White als Tanner; John Williams als Sir Roger Haversham; Bernard Fox als Det. Chief Supt. William Durk; John Fraser als Det. Sgt. O’Keefe; Richard Pearson als Dr. Diver; Arthur Malet als Joe Fenwick. |           |                                            |                            |                      |                                       |                    |                                                                                           |                                 |
| 14 | 5         | Klatsch kann tödlich sein                  | Requiem for a Falling Star | 21. Jan. 1973        | 22. Mai 1975                          | Richard Quine      | Jackson Gillis                                                                            | Anne Baxter                     |
| Filmdiva Nora Chandler hat ihren Mann ermordet. Nur ihre Sekretärin Jean ist darüber im Bilde. Als sich Jean mit einem Reporter einlässt, wittert Nora Gefahr und entledigt sich der Mitwisserin. Niemand ahnt, dass Noras Trauer nur Theater ist. In den weiteren Rollen (neben Anne Baxter als Nora Chandler): Frank Converse als Mr. Fallon; Pippa Scott als Jean Davis; Kevin McCarthy als Dr. Frank Simmons; Mel Ferrer als Jerry Parks; Kostümbildnerin Edith Head als sie selbst; Sidney Miller als Regisseur; William Bryant als Sgt. Jeffries; John Archer als Paul. |           |                                            |                            |                      |                                       |                    |                                                                                           |                                 |
| 15 | 6         | Zwei Leben an einem Faden                  | A Stitch in Crime          | 11. Feb. 1973        | 27. Feb. 1975                         | Hy Averback        | Shirl Hendryx                                                                             | Leonard Nimoy                   |
| Dr. Mayfield lässt seinen Kollegen bei einer Herzoperation fast zu Tode kommen, indem er den falschen Faden zum Vernähen nimmt. Als die Krankenschwester Verdacht schöpft, muss sie bald darauf sterben. In den weiteren Rollen (neben Leonard Nimoy als Dr. Barry Mayfield): Anne Francis als Schwester Sharon Martin; Will Geer als Dr. Edmund Hiedeman; Nita Talbot als Marsha Dalton; Aneta Corsaut als Schwester Morgan; Jared Martin als Harry Alexander; Victor Millan als Detective Flores. |           |                                            |                            |                      |                                       |                    |                                                                                           |                                 |
| 16 | 7         | Schach dem Mörder (alternativ: Schachmatt) | The Most Dangerous Match   | 4. März 1973         | 29. Jan. 1976                         | Edward M. Abroms   | Jackson Gillis, Idee: Jackson Gillis, Richard Levinson & William Link                     | Laurence Harvey                 |
| Ex-Schachweltmeister Dudek wird von einer Müllpresse zerquetscht. Großmeister Clayton kann somit ohne seinen ärgsten Konkurrenten in den Wettbewerb gehen. In den weiteren Rollen (neben Laurence Harvey als Emmett Clayton): Jack Kruschen als Tomlin Dudek; Lloyd Bochner als Mazoor Berozski; Heidi Brühl als Linda Robinson; Paul Jenkins als Sergeant Douglas; Michael Fox als Dr. Benson; Oscar Beregi junior als Wirt. |           |                                            |                            |                      |                                       |                    |                                                                                           |                                 |
| 17 | 8         | Doppelter Schlag                           | Double Shock               | 25. März 1973        | 20. Nov. 1975                         | Robert Butler      | Steven Bochco & Peter Allan Fields, Idee: Jackson Gillis, Richard Levinson & William Link | Martin Landau (Doppelrolle)     |
| Der reiche Clifford möchte die junge Lisa ehelichen, erlebt diesen Tag jedoch nicht mehr. Columbo verdächtigt seinen Neffen, den Fernsehkoch Dexter, Clifford ermordet zu haben. Doch dann taucht plötzlich ein Zwillingsbruder auf. In den weiteren Rollen (neben Martin Landau als Dexter Paris / Norman Paris): Julie Newmar als Lisa Chambers; Jeanette Nolan als Mrs. Peck; Tim O’Connor als Michael Hatheway; Paul Stewart als Clifford Paris; Dabney Coleman als Detective Murray; Kate Hawley als Mrs. Johnson. |           |                                            |                            |                      |                                       |                    |                                                                                           |                                 |

## Staffel 3
| Nr. (ges.) | Nr. (St.) | Deutscher Titel                                       | Originaltitel           | Erstausstrahlung USA | Deutschsprachige Erstausstrahlung (D) | Regie              | Drehbuch                                                                              | Mörder gespielt von            |
| --- | --------- | ----------------------------------------------------- | ----------------------- | -------------------- | ------------------------------------- | ------------------ | ------------------------------------------------------------------------------------- | ------------------------------ |
| 18 | 1         | Ein Hauch von Mord (alternativ: Schön um jeden Preis) | Lovely but Lethal       | 23. Sep. 1973        | 10. Dez. 1975                         | Jeannot Szwarc     | Jackson Gillis, Idee: Myrna Bercovici                                                 | Vera Miles                     |
| Viveca Scott erschlägt ihren Mitarbeiter Lessing, weil dieser die Formel einer Anti-Falten-Creme an die Konkurrenz verkaufen will. Die einzige Mitwisserin tötet sie ebenfalls und lässt es wie einen Autounfall aussehen. In den weiteren Rollen (neben Vera Miles als Viveca Scott): Martin Sheen als Karl Lessing; Sian Barbara Allen als Shirley Blaine; Vincent Price als David Lang; Gino Conforti als Ferdy; Colby Chester als Jerry; Fred Draper als Dr. Murcheson; Bruce Kirby als Doug, Labormitarbeiter. |           |                                                       |                         |                      |                                       |                    |                                                                                       |                                |
| 19 | 2         | Wein ist dicker als Blut                              | Any Old Port in a Storm | 7. Okt. 1973         | 19. Apr. 1975                         | Leo Penn           | Stanley Ralph Ross, Idee: Larry Cohen                                                 | Donald Pleasence               |
| Adrian Carsini ist ein Winzer, dem seine Weine wichtiger sind als sein Profit. Als sein Halbbruder das Weingut verkaufen will, ermordet er diesen und lässt es wie einen Tauchunfall aussehen. In den weiteren Rollen (neben Donald Pleasence als Adrian Carsini): Dana Elcar als Falcon; Julie Harris als Karen Fielding; Gary Conway als Enrico Carsini; Joyce Jillson als Joan Stacey, Enricos Verlobte; Robert Walden als Billy Fine; Reid Smith als Andy Stevens; George Gaynes als französischer Weinhändler; Frank Puglia als Hausmeister der Weinfabrik. |           |                                                       |                         |                      |                                       |                    |                                                                                       |                                |
| 20 | 3         | Stirb für mich                                        | Candidate for Crime     | 4. Nov. 1973         | 11. Feb. 1992                         | Boris Sagal        | Irving Pearlberg, Alvin R. Friedman, Roland Kibbee & Dean Hargrove, Idee: Larry Cohen | Jackie Cooper                  |
| Nelson Hayward ist Kandidat für den US-Senat. Weil sein Wahlkampfmanager zu viel über ihn weiß und ihn zwingen will, eine Affäre mit der Assistentin seiner Frau zu beenden, bringt er diesen um und lässt die Tat nach einem missglückten Attentat aussehen. Doch Inspektor Columbo hat seine Zweifel. Da geschieht ein zweites „Attentat“. In den weiteren Rollen (neben Jackie Cooper als Nelson Hayward): Joanne Linville als Victoria Hayward; Tisha Sterling als Linda Johnson; Ken Swofford als Harry Stone; Robert Karnes als Sgt. Vernon; Jay Varela als Sgt. Rojas. |           |                                                       |                         |                      |                                       |                    |                                                                                       |                                |
| 21 | 4         | Ein gründlich motivierter Tod                         | Double Exposure         | 16. Dez. 1973        | 26. Feb. 1976                         | Richard Quine      | Stephen J. Cannell                                                                    | Robert Culp                    |
| Dr. Bart Kepple versucht als Spezialist auf dem Gebiet der unterbewussten Suggestion das perfekte Verbrechen an einem unwilligen Erpressungsopfer. Mit der Vorführung seines gründlich motivierenden Werbefilms lockt er das Opfer durch im Film versteckte Botschaften vor die Tür und erschießt den Mann. Sein konstruiertes Alibi scheint wasserdicht zu sein. In den weiteren Rollen (neben Robert Culp als Dr. Bart Kepple): Robert Middleton als Victor Norris; Chuck McCann als Roger White; Louise Latham als Mrs. Norris; Arlene Martel als Tanya Baker; Francis DeSales als Patterson. |           |                                                       |                         |                      |                                       |                    |                                                                                       |                                |
| 22 | 5         | Schreib oder stirb                                    | Publish or Perish       | 18. Jan. 1974        | 26. Juni 1975                         | Robert Butler      | Peter S. Fischer                                                                      | Jack Cassidy                   |
| Der Bestsellerautor Alan Mallory will den Verleger wechseln. Riley Greenleaf, sein jetziger Verleger, lässt ihn deshalb umbringen. Um zur Tatzeit ein Alibi zu haben, verursacht er vorsätzlich einen Autounfall vor Zeugen. In den weiteren Rollen (neben Jack Cassidy als Riley Greenleaf): Mickey Spillane als Alan Mallory; Mariette Hartley als Eileen McRae; John Davis Chandler als Eddie Kane; Jacques Aubuchon als Jeffrey Neal; Gregory Sierra als Lou D’Allessandro; Alan Fudge als David Chase; Paul Shenar als Sgt. Young; Jack Bender als Wolpert. |           |                                                       |                         |                      |                                       |                    |                                                                                       |                                |
| 23 | 6         | Teuflische Intelligenz                                | Mind over Mayhem        | 18. Feb. 1974        | 17. März 1992                         | Alf Kjellin        | Steven Bochco, Dean Hargrove & Roland Kibbee, Idee: Robert Specht                     | José Ferrer                    |
| Dr. Marshall Cahill, der Leiter eines kybernetischen Forschungsinstituts, soll zugeben, dass sein Sohn die Forschungsarbeit eines anderen gestohlen hat. Doch anstatt den Betrug öffentlich zu machen, ermordet er den einzigen Mitwisser und täuscht einen Raubüberfall vor. In den weiteren Rollen (neben José Ferrer als Dr. Marshall Cahill): Lew Ayres als Dr. Howard Nicholson; Jessica Walter als Margaret Nicholson; Robert Walker Jr. als Neil Cahill; Lee Montgomery als Steve Spelberg; Lou Wagner als Ross; Arthur Batanides als Murph; Darrell Zwerling als Motelmanager. |           |                                                       |                         |                      |                                       |                    |                                                                                       |                                |
| 24 | 7         | Schwanengesang                                        | Swan Song               | 3. März 1974         | 1. Jan. 1977                          | Nicholas Colasanto | David Rayfiel, Idee: Stanley Ralph Ross                                               | Johnny Cash                    |
| Der berühmte Country-Star Tommy Brown wird von seiner Frau damit erpresst, die minderjährige Marie-Ann verführt zu haben. Er möchte mindestens die Hälfte seiner Einnahmen verwenden, um das Leben eines erfolgreichen Sängers zu führen, während seine Frau davon einen Tempel bauen möchte. Um sich der beiden zu entledigen, inszeniert Brown beim Flug mit einem kleinen Flugzeug, das er selbst steuert, einen Absturz. In dieser Episode wird Columbos Höhenangst dargestellt. Er habe schon ein Problem damit, wie groß er sei. In den weiteren Rollen (neben Johnny Cash als Tommy Brown): Ida Lupino als Edna Basket Brown; John Dehner als Roland Pangborn; Sorrell Booke als J.J. Stringer; Bill McKinney als Luke Basket; Vito Scotti als Mr. Grindell; Janit Baldwin als Tina; John Randolph als Colonel Mayehoff; Lucille Meredith als Näherin Jean. |           |                                                       |                         |                      |                                       |                    |                                                                                       |                                |
| 25 | 8         | Meine Tote – Deine Tote                               | A Friend in Deed        | 5. Mai 1974          | 14. Jan. 1992                         | Ben Gazzara        | Peter S. Fischer                                                                      | Richard Kiley, Michael McGuire |
| Der Polizeichef Mark Halperin hilft seinem Kollegen, den Mord an dessen Frau zu vertuschen. Kurz darauf bringt er seine eigene Frau um und fordert den Gefallen wieder ein. Ein Einbrecher soll für die Morde büßen. In den weiteren Rollen (neben Richard Kiley als Mark Halperin und Michael McGuire als seinem Komplizen Hugh Caldwell): Rosemary Murphy als Margaret Halperin; Val Avery als Artie Jessup; Eric Christmas als Bruno Wexler; Eleanor Zee als Thelma; John Finnegan als Lt. Duffy; Arlene Martel als Verkäuferin. |           |                                                       |                         |                      |                                       |                    |                                                                                       |                                |

## Staffel 4
| Nr. (ges.) | Nr. (St.) | Deutscher Titel                 | Originaltitel           | Erstausstrahlung USA | Deutschsprachige Erstausstrahlung (D) | Regie               | Drehbuch                               | Mörder gespielt von |
| --- | --------- | ------------------------------- | ----------------------- | -------------------- | ------------------------------------- | ------------------- | -------------------------------------- | ------------------- |
| 26 | 1         | Geld, Macht und Muskeln         | An Exercise in Fatality | 15. Sep. 1974        | 18. Feb. 1992                         | Bernard L. Kowalski | Peter S. Fischer, Idee: Larry Cohen    | Robert Conrad       |
| Milo Janus leitet eine florierende Fitnessclub-Kette. Als ihm ein Filialleiter Schwierigkeiten macht, erwürgt er diesen und lässt es wie einen Trainingsunfall aussehen. In den weiteren Rollen (neben Robert Conrad als Milo Janus): Gretchen Corbett als Jessica Conroy; Pat Harrington Jr. als Buddy Castle; Collin Wilcox als Ruth Stafford; Philip Bruns als Gene Stafford; Jude Farese als Al Murphy; Darrell Zwerling als Lewis D. Lacey; Dennis Robertson als Jerry.                                                                                          |           |                                 |                         |                      |                                       |                     |                                        |                     |
| 27 | 2         | Momentaufnahme für die Ewigkeit | Negative Reaction       | 6. Okt. 1974         | 23. Dez. 1978                         | Alf Kjellin         | Peter S. Fischer                       | Dick Van Dyke       |
| Der Fotograf Paul Galesko hat einen Plan entwickelt. Er bringt seine Frau um und lässt die Tat wie eine Entführung mit Todesfolge aussehen. In den weiteren Rollen (neben Dick Van Dyke als Paul Galesko): Don Gordon als Alvin Deschler; Larry Storch als Mr. Weekly; Antoinette Bower als Frances Galesko; Joyce Van Patten als barmherzige Schwester; David Sheiner als Ray; Michael Strong als Sgt. Hoffman; Joanna Cameron als Lorna McGrath; Vito Scotti als Thomas Dolan; Alice Backes als Mrs. Moyland.                                                       |           |                                 |                         |                      |                                       |                     |                                        |                     |
| 28 | 3         | Des Teufels Corporal            | By Dawn’s Early Light   | 27. Okt. 1974        | 25. Feb. 1992                         | Harvey Hart         | Howard Berk                            | Patrick McGoohan    |
| Bei der Explosion einer Kanone auf einer privaten Militärakademie stirbt der zivile Vorgesetzte der Institution. Alles deutet auf einen Unfall hin. In den weiteren Rollen (neben Patrick McGoohan als Colonel Lyle C. Rumford): Burr DeBenning als Captain Loomis; Madeleine Sherwood als Miss Brady; Tom Simcox als William Haynes; Mark Wheeler als Kadett Roy Springer; Bruce Kirby als Sgt. George Kramer; Sidney Armus als Officer Corso; Robert Clotworthy als Kadett Jonathan B. Miller; Karen Lamm als Susan Gerard; Bruno Kirby als Kadett Morgan.          |           |                                 |                         |                      |                                       |                     |                                        |                     |
| 29 | 4         | Traumschiff des Todes           | Troubled Waters         | 9. Feb. 1975         | 21. Jan. 1992                         | Ben Gazzara         | William Driskill, Idee: Jackson Gillis | Robert Vaughn       |
| Auf einer Kreuzfahrt erpresst die Sängerin Rosanna Welles ihren verheirateten Ex-Geliebten. Kurz darauf stirbt sie. Inspektor Columbo ist zufällig an Bord und ermittelt im Urlaub. In den weiteren Rollen (neben Robert Vaughn als Hayden Danziger): Dean Stockwell als Lloyd Harrington; Jane Greer als Sylvia Danziger; Patrick Macnee als Kapitän Gibbon; Bernard Fox als Zahlmeister Watkins; Robert Douglas als Dr. Frank Pierce; Poupée Bocar als Rosanna Welles; Susan Damante als Melissa; Peter Maloney als Artie Podell; Curtis Credel als Zauberkünstler. |           |                                 |                         |                      |                                       |                     |                                        |                     |
| 30 | 5         | Playback                        | Playback                | 2. März 1975         | 18. Sep. 1975                         | Bernard L. Kowalski | David P. Lewis & Booker T. Bradshaw    | Oskar Werner        |
| Harold Van Wyck leitet den Elektronikkonzern seiner Schwiegermutter. Als ihn diese von seinem Posten entheben will, erschießt er sie. Eine Manipulation der Überwachungskameras seines hochtechnisierten Hauses soll für ein wasserdichtes Alibi sorgen. In den weiteren Rollen (neben Oskar Werner als Harold Van Wyck): Gena Rowlands als Elizabeth Van Wyck; Martha Scott als Margaret Meadis; Robert Brown als Arthur Meadis; Patricia Barry als Francine; Herbert Jefferson Jr. als Baxter; Trisha Noble als Marcy Hubbard.                                      |           |                                 |                         |                      |                                       |                     |                                        |                     |
| 31 | 6         | Der Schlaf, der nie endet       | A Deadly State of Mind  | 27. Apr. 1975        | 15. Jan. 1976                         | Harvey Hart         | Peter S. Fischer                       | George Hamilton     |
| Dr. Marcus Collier erschlägt den Mann seiner Patientin, mit der er eine Affäre hat. Um die Tat zu vertuschen, inszeniert er mit seiner Geliebten einen Raubüberfall. In den weiteren Rollen (neben George Hamilton als Dr. Marcus Collier): Lesley Ann Warren als Nadia Donner; Karen Machon als Dr. Anita Borden; Stephen Elliott als Karl Donner; Bruce Kirby als Sgt. George Kramer; William Wintersole als Dr. Hunt; Ryan MacDonald als Charles Whelan; Jack Manning als Daniel Morris; Fred Draper als David Morris.                                             |           |                                 |                         |                      |                                       |                     |                                        |                     |

## Staffel 5
| Nr. (ges.) | Nr. (St.) | Deutscher Titel           | Originaltitel                | Erstausstrahlung USA | Deutschsprachige Erstausstrahlung (D) | Regie            | Drehbuch                                      | Mörder gespielt von |
| --- | --------- | ------------------------- | ---------------------------- | -------------------- | ------------------------------------- | ---------------- | --------------------------------------------- | ------------------- |
| 32 | 1         | Tödliches Comeback        | Forgotten Lady               | 14. Sep. 1975        | 10. März 1992                         | Harvey Hart      | William Driskill                              | Janet Leigh         |
| Der ehemalige Musicalstar Grace Wheeler plant ein Comeback auf dem Broadway. Ihr Mann soll dies finanzieren, verweigert dies aber. Grace legt ihm die Waffe in die Hand und drückt mit seinem Finger den Abzug durch. In den weiteren Rollen (neben Janet Leigh als Grace Wheeler Willis): John Payne als Ned Diamond; Maurice Evans als Raymond; Sam Jaffe als Dr. Henry Willis; Linda Gaye Scott als Alma; Francine York als Sgt. Leftkowitz; Robert F. Simon als Dr. Westrum; Ross Elliott als Dr. Lansberg; Danny Wells als Bücherverkäufer. |           |                           |                              |                      |                                       |                  |                                               |                     |
| 33 | 2         | Mord in der Botschaft     | A Case of Immunity           | 12. Okt. 1975        | 31. März 1992                         | Ted Post         | Lou Shaw, Idee: James Menzies                 | Hector Elizondo     |
| Hassan Salah, leitender Sekretär der in Los Angeles ansässigen Botschaft des (fiktiven) arabischen Königreich Suari, ermordet mithilfe eines Komplizen den Sicherheitschef des Botschaftsanwesens und stiehlt aus dem Safe 600.000 Dollar. Für die Polizei sieht der Vorfall nach einer Tat von oppositionellen Exilanten aus. In den weiteren Rollen (neben Hector Elizondo als Hassan Salah): Sal Mineo als Rachman Habib; Kenneth Tobey als Polizeichef; Brioni Farrell als Xenia; Barry Robins als König Hamid Kamal von Suari; Dick Dinman als Kermit Morgan; George Skaff als Haj Kura; Nate Esformes als Hakim; André Lawrence als Youseff Alafa; Jeff Goldblum als einer der Protestierenden. |           |                           |                              |                      |                                       |                  |                                               |                     |
| 34 | 3         | Tod am Strand             | Identity Crisis              | 2. Nov. 1975         | 4. Feb. 1992                          | Patrick McGoohan | William Driskill                              | Patrick McGoohan    |
| Der Geheimagent Nelson Brenner ermordet bei einem geheimen Treffen seinen ehemaligen Partner „Geronimo“. Die Polizei glaubt zunächst an Raubmord. In den weiteren Rollen (neben Patrick McGoohan als Nelson Brenner): Leslie Nielsen als A. J. „Geronimo“ Henderson; Otis Young als Lawrence Melville; Val Avery als Louie; David White als Phil Corrigan; Bruce Kirby als Sergeant George Kramer; Vito Scotti als Salvatore De Fonte; Barbara Rhoades als Joyce; Paul Gleason als Parsons. |           |                           |                              |                      |                                       |                  |                                               |                     |
| 35 | 4         | Blutroter Staub           | A Matter of Honor            | 1. Feb. 1976         | 24. März 1992                         | Ted Post         | Brad Radnitz, Idee: Larry Cohen, Brad Radnitz | Ricardo Montalbán   |
| Inspektor Columbo macht Urlaub in Mexiko. Als ein Stierkämpfer tödlich verletzt wird, bittet die örtliche Polizei Columbo um Hilfe, weil sie nicht an einen Unfall glaubt. In den weiteren Rollen (neben Ricardo Montalbán als Luis Montoya): Pedro Armendáriz Jr. als Comandante Sanchez; A Martinez als Curro Rangel; Robert Carricart als Hector Rangel; Maria Grimm als Nina Montoya; Emilio Fernández als Miguel; Jorge Rivero als Carlos; Enrique Lucero als Jaime Delgado. |           |                           |                              |                      |                                       |                  |                                               |                     |
| 36 | 5         | Wenn der Schein trügt     | Now You See Him              | 29. Feb. 1976        | 24. Mai 1980                          | Harvey Hart      | Michael Sloan                                 | Jack Cassidy        |
| „Der Große Santini“ wird wegen seiner Nazivergangenheit erpresst. Um den Unannehmlichkeiten ein Ende zu bereiten, bedient er sich eines Tricks. Er lässt sich in einer Metallkiste in einem Wasserbecken einsperren, damit er für den Mord an seinem Erpresser ein Alibi hat. In den weiteren Rollen (neben Jack Cassidy als Der Große Santini): Bob Dishy als Sgt. John J. Wilson; Nehemiah Persoff als Jesse Jerome; Robert Loggia als Harry Blandford; Cynthia Sikes als Della Santini; George Sperdakos als Thackery; Redmond Gleeson als George Thomas; Thayer David als Verkäufer im Zauberladen; Patrick Culliton als Danny Green.                                                             |           |                           |                              |                      |                                       |                  |                                               |                     |
| 37 | 6         | Der alte Mann und der Tod | Last Salute to the Commodore | 2. Mai 1976          | 28. Jan. 1992                         | Patrick McGoohan | Jackson Gillis                                | Fred Draper         |
| Bevor der Schiffsbauer Otis Swanson seine Firma verkaufen kann, kommt er, wie es zunächst scheint, auf hoher See ums Leben. Bald fällt der Verdacht auf jemanden, der aber kurz darauf ebenfalls ermordet aufgefunden wird. In den weiteren Rollen (neben Fred Draper als Swanny Swanson): Robert Vaughn als Charles Clay; Diane Baker als Joanna Clay; Wilfrid Hyde-White als Kittering; John Dehner als Kommodore Otis Swanson; Dennis Dugan als Sergeant Theodore „Mac“ Albinsky; Bruce Kirby als Sergeant George Kramer; Joshua Bryant als Wayne Taylor; Susan Foster als Lisa King. |           |                           |                              |                      |                                       |                  |                                               |                     |

## Staffel 6
| Nr. (ges.) | Nr. (St.) | Deutscher Titel   | Originaltitel                       | Erstausstrahlung USA | Deutschsprachige Erstausstrahlung (D) | Regie               | Drehbuch                                       | Mörder gespielt von |
| --- | --------- | ----------------- | ----------------------------------- | -------------------- | ------------------------------------- | ------------------- | ---------------------------------------------- | ------------------- |
| 38 | 1         | Mord im Bistro    | Fade in to Murder                   | 10. Okt. 1976        | 7. Apr. 1992                          | Bernard L. Kowalski | Lou Shaw & Peter Feibleman, Idee: Henry Garson | William Shatner     |
| Fernseh-Inspektor Lucerne bringt seine Produzentin und ehemalige Geliebte um, weil sie ihn wegen seiner Vergangenheit erpresst und deshalb die Hälfte seiner Gagen erhält (weswegen sie seine Forderungen auf Gagenerhöhung regelmäßig unterstützt). Weitere Darsteller (neben William Shatner als Ward Fowler): Bert Remsen als Mark; Lola Albright als Clare Daley; Alan Manson als Sid Daley; Danny Dayton als Regisseur; Timothy Carey als Tony; Walter Koenig als Sgt. Johnson. |           |                   |                                     |                      |                                       |                     |                                                |                     |
| 39 | 2         | Bei Einbruch Mord | Old-Fashioned Murder                | 28. Nov. 1976        | 14. Apr. 1992                         | Robert Douglas      | Peter S. Feibleman, Idee: Lawrence Vail        | Joyce Van Patten    |
| In einem Antiquitätenmuseum wurde scheinbar eingebrochen. Dem Anschein nach wurde der Einbrecher vom Treuhänder des Museums überrascht und es kam zu einem Schusswechsel, bei dem beide ums Leben kamen. Weitere Darsteller (neben Joyce Van Patten als Ruth Lytton): Celeste Holm als Phyllis Brandt; Jeannie Berlin als Janie Brandt; Tim O’Connor als Edward Lytton; Peter S. Feibleman als Milton Schaeffer; Jon Miller als Sergeant Miller; Jess Osuna als Dr. Tim Schaeffer; Anthony Holland als Darryl. |           |                   |                                     |                      |                                       |                     |                                                |                     |
| 40 | 3         | Todessymphonie    | The Bye-Bye Sky High IQ Murder Case | 22. Mai 1977         | 21. Apr. 1992                         | Sam Wanamaker       | Robert Malcolm Young                           | Theodore Bikel      |
| Die Mitglieder des SIGma-Clubs zeichnen sich durch einen extrem hohen Intelligenzquotienten aus. Als eines der Mitglieder das „perfekte“ Verbrechen begeht, kommt es zum Kräftemessen mit Inspektor Columbo. Weitere Darsteller (neben Theodore Bikel als Oliver Brandt): Samantha Eggar als Vivian Brandt; Kenneth Mars als Mike; Sorrell Booke als Bertie Hastings; Basil Hoffman als Jason Danziger; Howard McGillin als George Camponella; George Sperdakos als Mr. Wagner; Todd Martin als Sergeant Burke; Dorrie Thomson als Miss Eisenback; Carol Jones als Caroline Treynor; Jamie Lee Curtis als Kellnerin. |           |                   |                                     |                      |                                       |                     |                                                |                     |

## Staffel 7
| Nr. (ges.) | Nr. (St.) | Deutscher Titel                                               | Originaltitel            | Erstausstrahlung USA | Deutschsprachige Erstausstrahlung (D) | Regie          | Drehbuch                                           | Mörder gespielt von |
| --- | --------- | ------------------------------------------------------------- | ------------------------ | -------------------- | ------------------------------------- | -------------- | -------------------------------------------------- | ------------------- |
| 41 | 1         | Alter schützt vor Morden nicht (alternativ: Rache ist bitter) | Try and Catch Me         | 21. Nov. 1977        | 27. Dez. 1980                         | James Frawley  | Gene Thompson & Paul Tuckahoe, Idee: Gene Thompson | Ruth Gordon         |
| Die gefeierte Schriftstellerin Abigail Mitchell, Autorin von 32 erfolgreichen Kriminalromanen, ist sich ganz sicher, dass Edmund Galvin seine Frau Phyllis, ihre geliebte Nichte, umgebracht hat. Die Polizei geht davon aus, dass die junge Frau vor vier Monaten bei einem Bootsunfall gestorben ist. Mitchell teilt ihren Verdacht nicht der Polizei mit, sondern sperrt Galvin in ihrem Geldschrank ein, wo er erstickt. Weitere Darsteller (neben Ruth Gordon als Abigail Mitchell): Mariette Hartley als Veronica; G. D. Spradlin als Martin Hammond; Charles Frank als Edmund Galvin; Mary Jackson als Annie; Jerome Guardino als Sergeant Burke. |           |                                                               |                          |                      |                                       |                |                                                    |                     |
| 42 | 2         | Mord à la Carte (alternativ: Lauter Feinschmecker)            | Murder Under Glass       | 30. Jan. 1978        | 1. Jan. 1983                          | Jonathan Demme | Robert van Scoyk                                   | Louis Jourdan       |
| Ein Gourmetkritiker bringt einen Restaurantbesitzer um, weil sich dieser nicht länger von ihm erpressen lassen will. Weitere Darsteller (neben Louis Jourdan als Paul Gerard): Shera Danese als Eve Plummer; Richard Dysart als Max Duval; Makoto Iwamatsu als Kanji Ousu; Michael V. Gazzo als Vittorio Rossi; Larry D. Mann als Albert; France Nuyen als Miss Choy; Antony Alda als Mario DeLuca; Alberto Morin als Koch Louis. |           |                                                               |                          |                      |                                       |                |                                                    |                     |
| 43 | 3         | Mord in eigener Regie                                         | Make Me a Perfect Murder | 25. Feb. 1978        | 21. Okt. 1984                         | James Frawley  | Robert Blees                                       | Trish Van Devere    |
| Der TV-Manager Marc MacAndrews wird befördert. Seine heimliche Geliebte hofft nun auf den freigewordenen Posten. Als MacAndrews sie ablehnt, rächt sie sich. In den weiteren Rollen (neben Trish Van Devere als Kay Freestone): Laurence Luckinbill als Mark McAndrews; James McEachin als Walter Mearhead; Ron Rifkin as Luther; Lainie Kazan als Valerie Kirk; Bruce Kirby als Fernseh-Reparateur; Kenneth Gilman als Jonathan; Patrick O’Neal als Frank Flanagan. |           |                                                               |                          |                      |                                       |                |                                                    |                     |
| 44 | 4         | Mord per Telefon                                              | How to Dial a Murder     | 15. Apr. 1978        | 10. Juni 1984                         | James Frawley  | Tom Lazarus, Idee: Anthony Lawrence                | Nicol Williamson    |
| Der Psychologe Dr. Mason verfolgt einen heimtückischen Plan. Er trainiert seine Kampfhunde, um den perfekten Mord zu begehen. Das Opfer ist sein bester Freund und Assistent. In den weiteren Rollen (neben Nicol Williamson als Dr. Eric Mason): Kim Cattrall als Joanne Nicholls; Joel Fabiani als Dr. Charles Hunter; Frank Aletter als Dr. Ernie Garrison; Tricia O’Neil als Miss Cochran, Tiertrainerin; Ed Begley Jr. als Officer Stein. |           |                                                               |                          |                      |                                       |                |                                                    |                     |
| 45 | 5         | Waffen des Bösen                                              | The Conspirators         | 13. Mai 1978         | 3. März 1992                          | Leo Penn       | Howard Berk, Idee: Pat Robinson                    | Clive Revill        |
| Der irische Poet Joe Devlin setzt sich offiziell für Frieden ein, insgeheim unterstützt er jedoch die IRA. Als ihm ein Waffenhändler Probleme macht, bringt er ihn um. In den weiteren Rollen (neben Clive Revill als Joe Devlin): Jeanette Nolan als Kate O’Connell; Bernard Behrens als George O’Connell; Michael Horton als Kerry Malone; Albert Paulsen als Vincent Pauley; L. Q. Jones als Waffenhändler; Deborah White als Angela; Sean McClory als Schiffskapitän. |           |                                                               |                          |                      |                                       |                |                                                    |                     |

## Staffel 8
| Nr. (ges.) | Nr. (St.) | Deutscher Titel                                       | Originaltitel                  | Erstausstrahlung USA | Deutschsprachige Erstausstrahlung (D) | Regie         | Drehbuch               | Mörder gespielt von |
| --- | --------- | ----------------------------------------------------- | ------------------------------ | -------------------- | ------------------------------------- | ------------- | ---------------------- | ------------------- |
| 46 | 1         | Tödliche Tricks                                       | Columbo Goes to the Guillotine | 6. Feb. 1989         | 30. Apr. 1991                         | Leo Penn      | William Read Woodfield | Anthony Andrews     |
| Die CIA und das Pentagon sind auf der Suche nach Menschen mit hellseherischen Fähigkeiten. Einer dieser angeblichen Hellseher ist Elliott Blake. Der hat jedoch bei dem Test betrogen und beseitigt nun seinen Mitwisser, den Magier Max Dyson, mithilfe einer Zauberguillotine. Alles sieht nach einem tragischen Unfall aus.                                    |           |                                                       |                                |                      |                                       |               |                        |                     |
| 47 | 2         | Die vergessene Tote                                   | Murder, Smoke and Shadows      | 27. Feb. 1989        | 9. Apr. 1991                          | James Frawley | Richard Alan Simmons   | Fisher Stevens      |
| Der erfolgreiche Hollywood-Regisseur Alex Brady bekommt unerwarteten Besuch von seinem alten Freund Leonard Fisher. Dieser ist im Besitz eines Films, der Alex schwer belastet. Anscheinend ist Brady für den Tod von Fishers Schwester verantwortlich. Damit der Film nicht an die Öffentlichkeit gelangt, bringt Brady seinen Freund um.                        |           |                                                       |                                |                      |                                       |               |                        |                     |
| 48 | 3         | Black Lady                                            | Sex and the Married Detective  | 3. Apr. 1989         | 7. Mai 1991                           | James Frawley | Jerry Ludwig           | Lindsay Crouse      |
| Die erfolgreiche Buchautorin und Sexualtherapeutin Joan Allenby ertappt ihren Liebhaber David im Bett mit ihrer Sekretärin, gibt sich jedoch nicht zu erkennen. Wenige Tage später lockt sie ihn in sein Büro und erschießt ihn. Ihr Alibi scheint wasserdicht.                                                                                                   |           |                                                       |                                |                      |                                       |               |                        |                     |
| 49 | 4         | Tödliche Kriegsspiele (alternativ: Täuschungsmanöver) | Grand Deceptions               | 1. Mai 1989          | 2. Apr. 1991                          | Sam Wanamaker | Sy Salkowitz           | Robert Foxworth     |
| Colonel Frank Brailie ist der Vorsitzende einer privaten militärischen Organisation. Der Besitzer der Stiftung verdächtigt ihn, Gelder veruntreut zu haben, und beauftragt Sergeant Major Keegan mit der Aufklärung. Tatsächlich findet Keegan belastendes Material, aber Brailie ersticht ihn kaltblütig. Zur Tatzeit hat er anscheinend Zinnsoldaten aufgebaut. |           |                                                       |                                |                      |                                       |               |                        |                     |

## Staffel 9
| Nr. (ges.) | Nr. (St.) | Deutscher Titel             | Originaltitel               | Erstausstrahlung USA | Deutschsprachige Erstausstrahlung (D) | Regie            | Drehbuch               | Mörder gespielt von |
| --- | --------- | --------------------------- | --------------------------- | -------------------- | ------------------------------------- | ---------------- | ---------------------- | ------------------- |
| 50 | 1         | Selbstbildnis eines Mörders | Murder, a Self Portrait     | 25. Nov. 1989        | 4. Juni 1991                          | James Frawley    | Robert Sherman         | Patrick Bauchau     |
| Der erfolgreiche Maler Max Barsini lebt mit seiner Frau, seiner Exfrau und seiner Freundin zusammen. Als ihm jedoch seine Exfrau ankündigt, dass sie ihn für den Psychologen Dr. Hammer verlassen will, bringt er sie um. Zur Tatzeit hat er, so scheint es zumindest, vor Zeugen an einem Gemälde gearbeitet. |           |                             |                             |                      |                                       |                  |                        |                     |
| 51 | 2         | Wer zuletzt lacht …         | Columbo Cries Wolf          | 20. Jan. 1990        | 16. Apr. 1991                         | Daryl Duke       | William Read Woodfield | Ian Buchanan        |
| Dian Hunter und Sean Brantley sind die Herausgeber eines erfolgreichen Männermagazins. Eines Tages verkündet Dian, dass sie ihre Anteile verkaufen will. Kurz darauf verschwindet sie unter seltsamen Umständen. Columbo lässt nichts unversucht, Brantley als Mörder zu überführen, doch plötzlich taucht Dian wieder auf. Durch diesen Rummel hat sich der Verkaufswert des Magazins erheblich gesteigert. Brantley glaubt, dass es Columbo, der sich durch seine Ermittlungen der Lächerlichkeit preisgegeben hat, bei einem zweiten Verschwinden Dians nicht möglich sein wird, sein ganzes Anwesen erneut auf den Kopf zu stellen, und bringt sie nun wirklich um. |           |                             |                             |                      |                                       |                  |                        |                     |
| 52 | 3         | Mord nach Termin            | Agenda for Murder           | 10. Feb. 1990        | 14. Mai 1991                          | Patrick McGoohan | Jeffrey Bloom          | Patrick McGoohan    |
| Der früher für die Staatsanwaltschaft tätige Oscar Finch hat es zum erfolgreichen Anwalt gebracht und strebt eine politische Karriere an. Nun wird er von seiner Vergangenheit eingeholt; denn vor vielen Jahren hat er für den Kleinkriminellen Staplin Beweismaterial verschwinden lassen. Jetzt droht Staplin damit, den Vorfall publik zu machen. Um dem Spuk ein Ende zu machen, bringt Finch den Erpresser um und lässt das Szenario nach einem Selbstmord aussehen. Columbo überführt ihn anhand seines Gebissabdrucks an einem am Tatort zurückgelassenen Stück Käse.                                                                                           |           |                             |                             |                      |                                       |                  |                        |                     |
| 53 | 4         | Ruhe sanft, Mrs. Columbo    | Rest in Peace, Mrs. Columbo | 31. März 1990        | 24. Apr. 1991                         | Vincent McEveety | Peter S. Fischer       | Helen Shaver        |
| Columbo wird in die Pläne einer Frau verwickelt, die sich an den Männern rächen will, von denen sie glaubt, sie seien für den Tod ihres Mannes verantwortlich. Nachdem sie den ersten beseitigt hat, will sie sich dem zweiten zuwenden: Inspektor Columbo. Sie will ihn am eigenen Leib spüren lassen, wie es ist, einen geliebten Partner zu verlieren, und seine Frau umbringen. Doch der Inspektor schöpft bereits frühzeitig Verdacht. |           |                             |                             |                      |                                       |                  |                        |                     |
| 54 | 5         | Schleichendes Gift          | Uneasy Lies the Crown       | 28. Apr. 1990        | 28. Mai 1991                          | Alan J. Levi     | Steven Bochco          | James Read          |
| Als der Zahnarzt Dr. Wesley Corman erfährt, dass sich seine Frau von ihm scheiden lassen will, schmiedet er einen Plan: Er platziert in der Krone des Liebhabers seiner Frau ein Gift, das erst nach Stunden in den Körper gelangt. Als dieser bald darauf stirbt, sorgt Dr. Corman dafür, dass seine Frau unter Mordverdacht gerät. |           |                             |                             |                      |                                       |                  |                        |                     |
| 55 | 6         | Niemand stirbt zweimal      | Murder in Malibu            | 14. Mai 1990         | 21. Mai 1991                          | Walter Grauman   | Jackson Gillis         | Andrew Stevens      |
| Der Frauenheld Wayne Jennings hat ein Verhältnis mit der erfolgreichen Schriftstellerin Theresa Goren. Als sie in einem Fernsehinterview bekanntgibt, dass sie Wayne heiraten will, mischt sich Theresas Schwester ein. Sie hat einen Privatdetektiv engagiert und herausgefunden, dass Wayne untreu ist. Kurz darauf wird Theresa erschossen in ihrer Wohnung aufgefunden. Alle Indizien sprechen für einen Raubmord. |           |                             |                             |                      |                                       |                  |                        |                     |

## Staffel 10
| Nr. (ges.) | Nr. (St.) | Deutscher Titel                                                                          | Originaltitel                                   | Erstausstrahlung USA | Deutschsprachige Erstausstrahlung (D) | Regie            | Drehbuch                                                  | Mörder gespielt von                       |
| --- | --------- | ---------------------------------------------------------------------------------------- | ----------------------------------------------- | -------------------- | ------------------------------------- | ---------------- | --------------------------------------------------------- | ----------------------------------------- |
| 56 | 1         | Luzifers Schüler                                                                         | Columbo Goes to College                         | 9. Dez. 1990         | 5. Mai 1992                           | E. W. Swackhamer | Jeffrey Bloom Idee: Jeffrey Bloom & Frederick King Keller | Stephen Caffrey, Gary Hershberger         |
| Die beiden Studenten Justin Rowe und Cooper Redman werden von ihrem Professor überführt, sich die Lösungen des anstehenden Examens illegal beschafft zu haben. Um den Konsequenzen ihrer Tat zu entgehen, präparieren sie eine gestohlene Schusswaffe mit einer Fernsteuerung und erschießen den Mann per Knopfdruck. Inspektor Columbo ist gerade als Gastredner auf dem Campus und ermittelt. |           |                                                                                          |                                                 |                      |                                       |                  |                                                           |                                           |
| 57 | 2         | Der erste und der letzte Mord                                                            | Caution: Murder Can Be Hazardous to Your Health | 20. Feb. 1991        | 28. Apr. 1992                         | Daryl Duke       | Sonia Wolf, Patricia Ford & April Raynell                 | George Hamilton                           |
| Wade Anders, der Moderator einer erfolgreichen Fernsehshow, wird erpresst: In jungen Jahren hat er in einem Pornofilm mitgewirkt. Der Erpresser will Wade zwingen, seine Show an ihn abzugeben – andernfalls werde er den Film veröffentlichen. Um dies zu verhindern, präpariert Anders eine Zigarette mit Nikotinsulfat und tauscht die Packung in einem unbeobachteten Moment aus. |           |                                                                                          |                                                 |                      |                                       |                  |                                                           |                                           |
| 58 | 3         | Tödliche Liebe                                                                           | Columbo and the Murder of a Rock Star           | 29. Apr. 1991        | 12. Mai 1992                          | Alan J. Levi     | William Read Woodfield                                    | Dabney Coleman                            |
| Der erfolgreiche Staranwalt Hugh Creighton erfährt, dass ihn seine junge Lebensgefährtin, eine ehemalige Rocksängerin, betrügt. Als er sie mittellos vor die Tür setzt, erpresst sie ihn mit alten Korruptionsgeschichten, weshalb er sie ermordet und ihren Liebhaber als Mörder erscheinen lässt. Columbo hat es nicht leicht, weil der Anwalt ein wasserdichtes Alibi hat. |           |                                                                                          |                                                 |                      |                                       |                  |                                                           |                                           |
| 59 | 4         | Tödlicher Jackpot                                                                        | Death Hits the Jackpot                          | 15. Dez. 1991        | 26. Okt. 1992                         | Vincent McEveety | Jeffrey Bloom                                             | Rip Torn                                  |
| Der erfolglose Fotograf Freddy Brower und seine Frau Nancy wollen sich scheiden lassen. Noch vor der Scheidung erfährt er, dass er den Lotto-Jackpot mit über 30 Millionen Dollar gewonnen hat. Er muss nun eine Lösung finden, diesen Gewinn vor seiner Noch-Ehefrau zu verbergen, bis die Scheidung vollzogen ist, weil er das Geld sonst mit ihr teilen müsste. Er bittet seinen Lieblingsonkel Leon Lamarr um Hilfe, der sich als Gewinner ausgeben und das Geld für ihn verwahren soll. Doch Leon braucht selbst dringend Geld, bringt Freddy um und streicht den Gewinn ein. |           |                                                                                          |                                                 |                      |                                       |                  |                                                           |                                           |
| 60 | 5         | Bluthochzeit                                                                             | No Time to Die                                  | 15. März 1992        | 1. März 1993                          | Alan J. Levi     | Robert van Scoyok, Romanvorlage: Ed McBain                | (kein Mord) Daniel McDonald als Entführer |
| In der Hochzeitsnacht verschwindet die Frau von Columbos Neffen. Als Gast der Hochzeitsfeier ermittelt er nun ausnahmsweise wegen Entführung. |           |                                                                                          |                                                 |                      |                                       |                  |                                                           |                                           |
| 61 | 6         | Ein Spatz in der Hand                                                                    | A Bird in the Hand…                             | 22. Nov. 1992        | 17. Sep. 1993                         | Vincent McEveety | Jackson Gillis                                            | Tyne Daly                                 |
| Glücksspieler Harold will seinen reichen Onkel umbringen, um durch das Erbe seine Spielschulden zu begleichen. Doch der wird vorher von einem Auto überfahren. Zunächst ermittelt Columbo gegen Harold, später gegen Dolores, die Ehefrau des Getöteten und Harolds Geliebte. |           |                                                                                          |                                                 |                      |                                       |                  |                                                           |                                           |
| 62 | 7         | Der Tote in der Heizdecke                                                                | It’s All in the Game                            | 31. Okt. 1993        | 29. März 1994                         | Vincent McEveety | Peter Falk                                                | Faye Dunaway                              |
| Die High-Society-Dame Lauren Staton und ihre Tochter Lisa Martin planen, ihren gemeinsamen Liebhaber Nick Franco zu töten, da sein doppeltes Spiel beide tief verletzt. Lauren erschießt ihn in seinem Appartement, durch die Benutzung einer Heizdecke verschiebt sie den vermeintlichen Todeszeitpunkt nach hinten. Anschließend verbleibt Lisa im Appartement und feuert einen Schuss ab, als sich Lauren unter einem Vorwand mit dem Hausmeister nähert. Lisa flieht durch die Terrassentür und lässt es nach einem Raubüberfall aussehen. Lauren flirtet heftig mit Columbo, um ihn abzulenken, doch sein Indiziennetz wird immer dichter und deutet auf Lisa hin. |           |                                                                                          |                                                 |                      |                                       |                  |                                                           |                                           |
| 63 | 8         | Todesschüsse auf dem Anrufbeantworter                                                    | Butterfly in Shades of Grey                     | 10. Jan. 1994        | 8. Apr. 1994                          | Dennis Dugan     | Peter S. Fischer                                          | William Shatner                           |
| Weil er ihn und seine Tochter zunehmend entzweit, will Radiomoderator Fielding Chase den Reporter Gerry Winters töten. Er bittet das Opfer, ihn zu einer bestimmten Zeit anzurufen, und sein Anrufbeantworter zeichnet das Gespräch auf. Fielding selbst ist hingegen zur selben Zeit in Winters’ Haus und erschießt ihn, während er über einen Nebenanschluss das Telefongespräch mit ihm führt. Nun kann er den angeblich mitgehörten Mord melden. |           |                                                                                          |                                                 |                      |                                       |                  |                                                           |                                           |
| 64 | 9         | Zwei Leichen und Columbo in der Lederjacke (alternativ: Undercover)                      | Undercover                                      | 2. Mai 1994          | 10. Jan. 1995                         | Vincent McEveety | Gerry Day, Romanvorlage: Ed McBain                        | Ed Begley junior                          |
| Ein Kleinkrimineller überrascht einen Einbrecher in seiner Wohnung, bei einem Kampf kommen beide um. Columbo findet nur das Stück eines Fotos als Anhaltspunkt. Für dieses interessieren sich schon bald andere dubiose Gestalten. Für seine Ermittlungen geht Columbo undercover. |           |                                                                                          |                                                 |                      |                                       |                  |                                                           |                                           |
| 65 | 10        | Seltsame Bettgenossen (alternativ: Fremde Bettgesellen) (alternativ: Mord unter Brüdern) | Strange Bedfellows                              | 8. Mai 1995          | 2. Sep. 1995                          | Vincent McEveety | Lawrence Vail                                             | George Wendt                              |
| Der Gestütsbesitzer Graham McVeigh erschießt seinen spielsüchtigen Bruder, um das Familienerbe zu retten. Er will es so aussehen lassen, dass dessen Gläubiger der Mörder war, und benutzt deshalb dessen Telefon für die Tat. Später erschießt er auch ihn, unter dem Vorwand, der Tote habe die Schulden seines Bruders eintreiben wollen. Das Opfer gehört jedoch zur Mafia, die nun ein eigenes Interesse hat, den Mörder vor Columbo zu finden. Weitere Darsteller: Rod Steiger als Mafiaboss Vincenzo Fortelli. |           |                                                                                          |                                                 |                      |                                       |                  |                                                           |                                           |
| 66 | 11        | Keine Spur ist sicher                                                                    | A Trace of Murder                               | 15. Mai 1997         | 15. Sep. 1997                         | Vincent McEveety | Charles Kipps                                             | David Rasche                              |
| Cathleen Calvert und ihr Geliebter Patrick wollen an das Geld von Cathleens reichem Ehemann. Deshalb versuchen sie, dem Millionär einen Mord anzuhängen. Da Patrick bei der Spurensicherung arbeitet, weiß er, wie er Columbo falsche Beweise unterjubeln kann. |           |                                                                                          |                                                 |                      |                                       |                  |                                                           |                                           |
| 67 | 12        | Das Aschenpuzzle                                                                         | Ashes to Ashes                                  | 8. Okt. 1998         | 2. Sep. 1999                          | Patrick McGoohan | Jeffrey Hatcher                                           | Patrick McGoohan                          |
| Der Prominenten-Bestattungsunternehmer Eric Prince baute einst sein Unternehmen auf, indem er sich am Schmuck einer Leiche bediente und Informationen über tote Prominente an eine Reporterin verkaufte. Diese droht ihm nun, darüber in ihrer Fernsehshow zu berichten und sucht ihn in seinem Krematorium auf. Er tötet sie kurzerhand und bewahrt ihre Leiche auf, bis er diese bei den anderen Feuerbestattungen unterbringen kann. Aber besondere Merkmale einer ausgetauschten Leiche bringen Columbo auf die Spur. Weitere Darsteller: Rue McClanahan als Reporterin Verity Chandler. |           |                                                                                          |                                                 |                      |                                       |                  |                                                           |                                           |
| 68 | 13        | Mord nach Takten                                                                         | Murder with Too Many Notes                      | 12. März 2001        | 3. Aug. 2002                          | Patrick McGoohan | Jeffrey Cava & Patrick McGoohan, Idee: Jeffrey Cava       | Billy Connolly                            |
| Findlay Crawford ist erfolgreicher Dirigent und Komponist für Filmproduktionen, der jedoch schon seit Jahren von den Ideen seines Assistenten profitiert, der in seinem Schatten steht und bei Premieren und Aufzeichnungen die Filmmusiken auf dem Dach mit dirigiert. Als dieser ankündigt, ihn zu verlassen und auf eigene Rechnung weiterzuarbeiten, bietet Crawford überraschend an, ihn bei seinen Bemühungen zu unterstützen und ihm einen Job als Komponist in einem neuen Film zu beschaffen. Crawford verspricht sogar, ihn bei einem Galaabend das Orchester dirigieren zu lassen und dabei der Öffentlichkeit zu erklären, dass eine oscarprämierte Musik in Wirklichkeit überwiegend von ihm stamme. Tatsächlich schmiedet Crawford jedoch einen perfiden Plan, um seinen Assistenten zu töten und es wie einen Unfall aussehen zu lassen. |           |                                                                                          |                                                 |                      |                                       |                  |                                                           |                                           |
| 69 | 14        | Die letzte Party                                                                         | Columbo Likes the Nightlife                     | 30. Jan. 2003        | 7. Sep. 2004                          | Jeffrey Reiner   | Michael Alaimo                                            | Jennifer Sky, Matthew Rhys                |
| Bei einem Streit zwischen der Schauspielerin Vanessa Farrow und ihrem Ex-Mann Tony Galper, dem Mitglied einer Mafiafamilie, kommt dieser durch einen Unfall zu Tode. Sie bittet ihren neuen Freund, den Discobetreiber Justin Price um Hilfe, da sie Angst vor der Familie hat. Price hat einen Investmentdeal mit Galper am Laufen und möchte diesen noch in trockene Tücher bekommen. Daher lässt er die Leiche verschwinden und macht die Öffentlichkeit glauben, Galper sei noch am Leben. Justins Bekannter, der sich als Paparazzo betätigt und Prominente observiert, hat den Vorfall jedoch zufällig fotografiert und erpresst nun die beiden. Price tötet ihn, beseitigt alle Spuren und Aufnahmen und versucht, es wie einen Suizid aussehen lassen. Sowohl der angebliche Selbstmord des Paparazzo, als auch das vorgetäuschte Weiterleben Galpers fliegen im Rahmen von Columbos Ermittlungen jedoch auf. Dabei bekommt er auch Hilfe von der Mafiafamilie, die das Verschwinden Galpers und dessen Geschäfte verdächtig findet. |           |                                                                                          |                                                 |                      |                                       |                  |                                                           |                                           |